# Anaxilau de Bizanci
Anaxilau (en grec antic: Ἀναξίλαος, en llatí: Anaxilaus) fou un polític de la ciutat de Bizanci. El 408 aC va lliurar Bizanci a Atenes. Després de la guerra fou portat a Esparta i fou jutjat pels fets, però fou declarat innocent a causa del fet que va entregar la ciutat perquè els habitants morien de gana i Atenes podia aportar gra.